# Alonso Yovera
Freddy Alonso Yovera Pérez (Piura, Perú, 11 de febrero de 2001) es un futbolista profesional peruano. Juega de lateral izquierdo.

## Estadísticas

### Clubes
| Club                       | Div.          | Temporada     | Liga  | Liga  | Liga   | Copas nacionales | Copas nacionales | Copas nacionales | Torneos internacionales | Torneos internacionales | Torneos internacionales | Total | Total | Total  |
| Club                       | Div.          | Temporada     | Part. | Goles | Asist. | Part.            | Goles            | Asist.           | Part.                   | Goles                   | Asist.                  | Part. | Goles | Asist. |
| -------------------------- | ------------- | ------------- | ----- | ----- | ------ | ---------------- | ---------------- | ---------------- | ----------------------- | ----------------------- | ----------------------- | ----- | ----- | ------ |
| Deportivo Municipal · Perú | 1.ª           | 2020          | 2     | 0     | 0      | —                | —                | —                | —                       | —                       | —                       | 2     | 0     | 0      |
| Deportivo Municipal · Perú | 1.ª           | 2021          | 17    | 0     | 1      | 2                | 0                | 0                | —                       | —                       | —                       | 19    | 0     | 2      |
| Deportivo Municipal · Perú | 1.ª           | 2022          | 17    | 0     | 1      | —                | —                | —                | —                       | —                       | —                       | 17    | 0     | 1      |
| Deportivo Municipal · Perú | Total club    | Total club    | 36    | 0     | 2      | 2                | 0                | 0                | 0                       | 0                       | 0                       | 38    | 0     | 2      |
| Cusco FC · Perú            | 1.ª           | 2023          | 20    | 0     | 0      | —                | —                | —                | —                       | —                       | —                       | 20    | 0     | 0      |
| Cusco FC · Perú            | Total club    | Total club    | 20    | 0     | 0      | 0                | 0                | 0                | 0                       | 0                       | 0                       | 20    | 0     | 0      |
| Total carrera              | Total carrera | Total carrera | 56    | 0     | 2      | 2                | 0                | 0                | 0                       | 0                       | 0                       | 58    | 0     | 2      |
| 1. 2. 3.                   |               |               |       |       |        |                  |                  |                  |                         |                         |                         |       |       |        |